# Concilio de París (553)
El Concilio de París de 553 es el segundo concilio celebrado en París; fue convocado por Childeberto I, probablemente en 553.

## Controversia de la fecha
La fecha de esta concilio sigue siendo controvertida: se suele ubicar entre los años 553, 551 o 552. La fecha utilizada aquí es la indicada por Louis Mas Latrie en su obra Chronologie historique des popes, concilios generales y concilios de Galia y Francia. El historiador benedictino del XVIII XVIII siglo Remi Ceillier da algunos elementos para intentar fijar esta fecha.

## Descripción
Este concilio es convocado por Childebert y presidido por Sapaudus, el obispo de Arlés. Depone, y hace encerrar en un monasterio, a Saffaracus, el obispo de París, sustituido por Eusebio. 

## Participantes
Este concilio se lleva a cabo con una asamblea de 27 obispos y obispados.